# Appiano (famiglia tirolese)

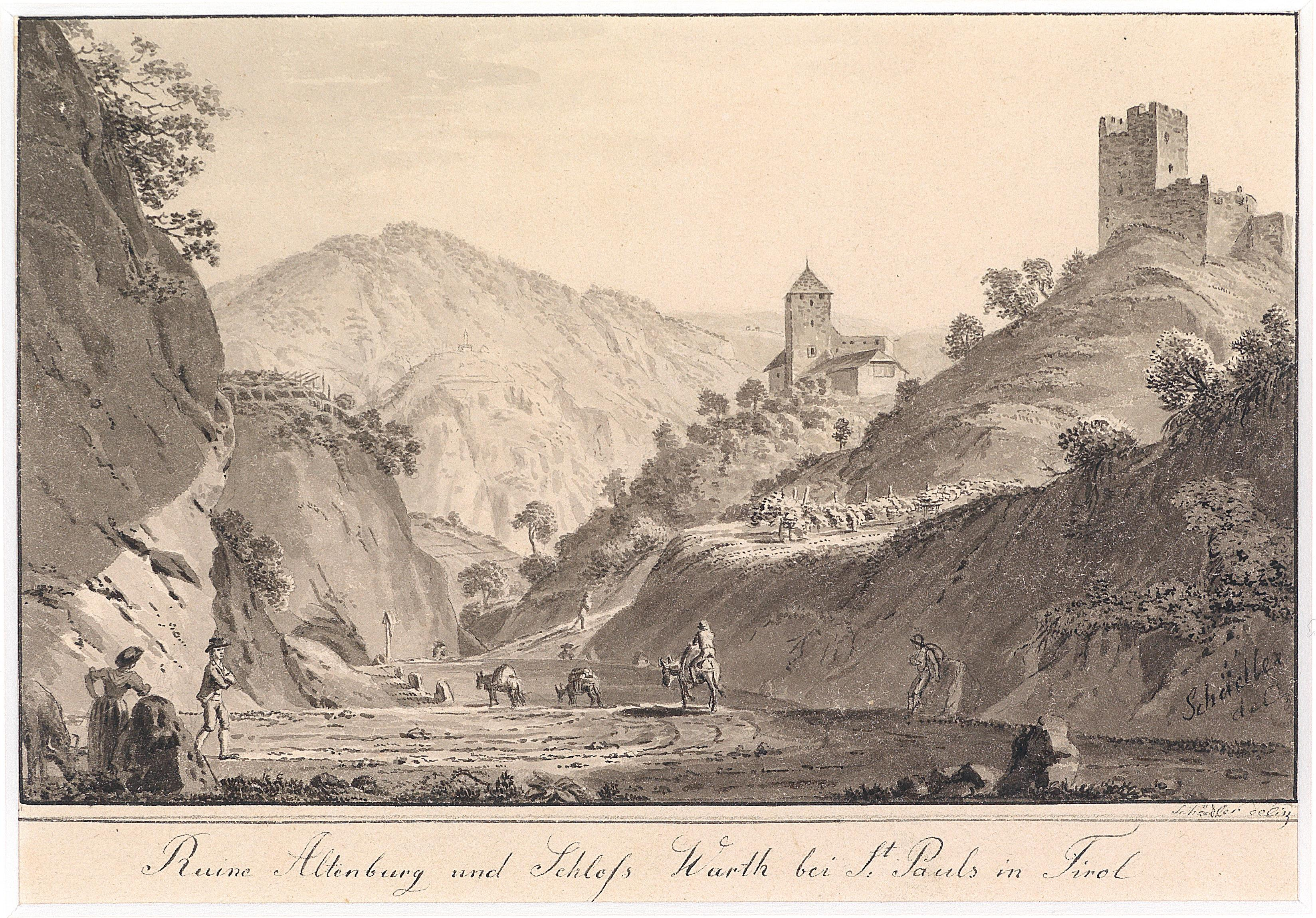
Rovine del castello di Altenburg a San Paolo (Appiano)

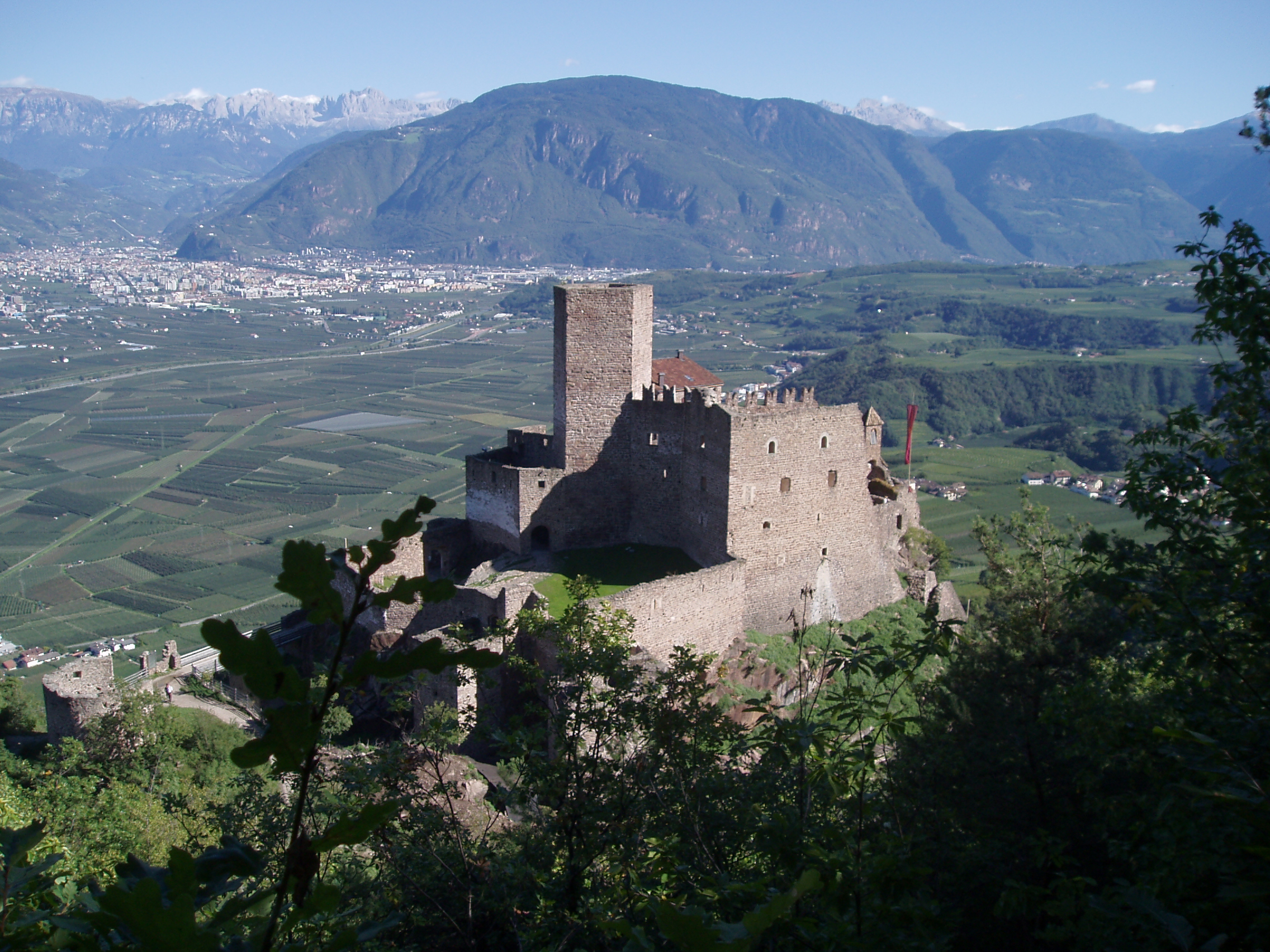
Castel d'Appiano

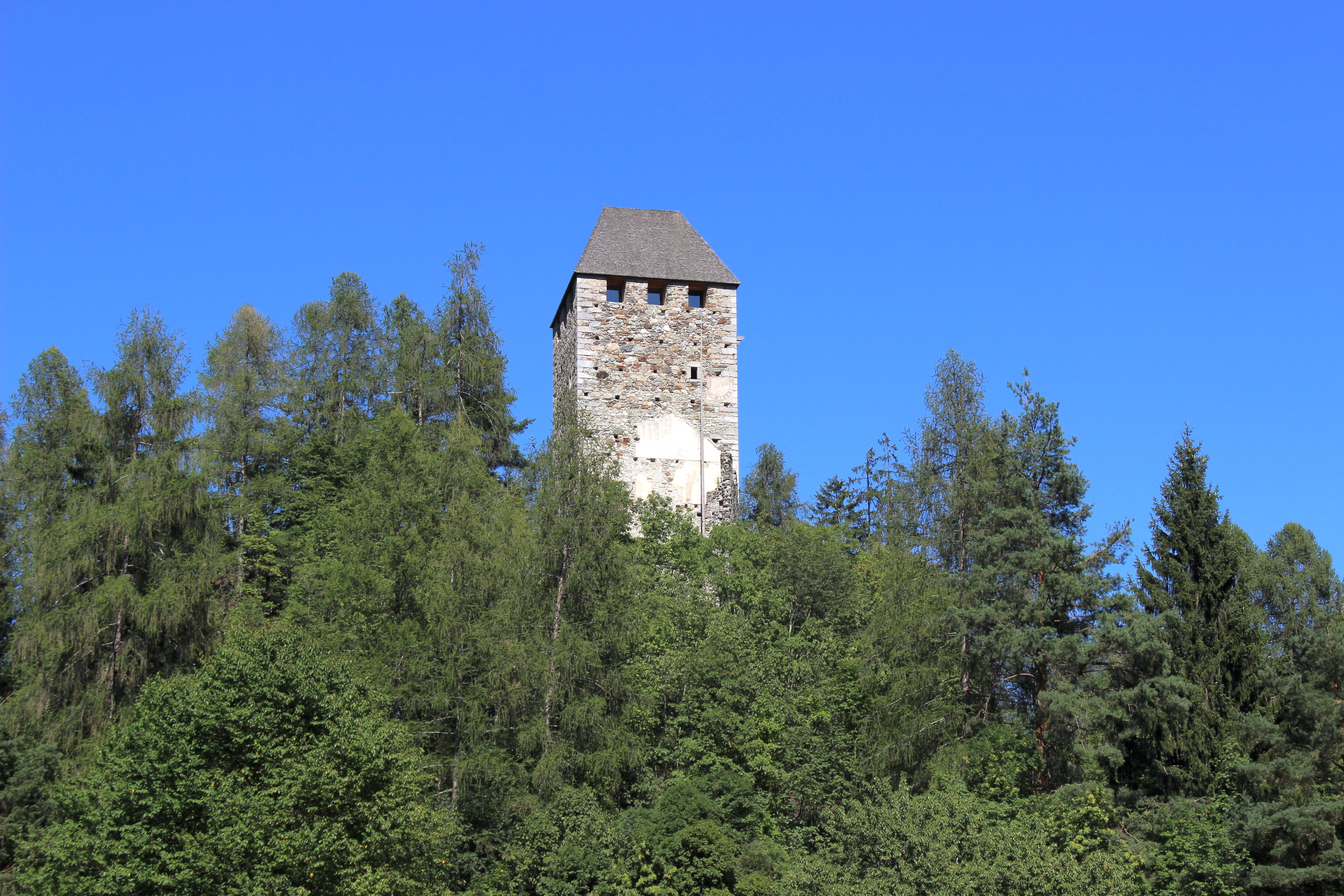
Rovine del Castel d'Ultimo

I Conti di Appiano (in tedesco: Grafen von Eppan) erano discendenti degli antichi Guelfi e probabilmente provenivano dalla stirpe dei Conti di Bolzano.
Dalla metà del XII secolo circa ebbero sede a Castel d'Appiano, a ovest di Bolzano. Dopo che gli Appiani assalirono un'ambasciata papale nel 1158, il castello fu distrutto da una spedizione punitiva sotto il guelfo Enrico il Leone, ma fu ricostruito in seguito. Intorno allo stesso tempo, i Conti del Tirolo iniziarono a competere con gli Appiano per i loro possedimenti e diritti a Trento. Dopo decenni di conflitti, i Conti del Tirolo riuscirono a vincere questa battaglia. La linea maschile si estinse nel 1300 con la morte del conte Gottschalk, fratello di Egnone di Appiano, principe vescovo di Trento già morto nel 1273.

## Storia
La stirpe dei conti di Appiano venne fondata da Ulrico, il figlio più giovane del conte Friedrich di Bolzano. Sulla base di una lettera di indulgenza di Egnone di Appiano del 1270, che suggerisce una parentela con i guelfi più antichi, sono considerati discendenti illegittimi di essi. La contea di Appiano si estendeva nell'area alla destra dell'Adige, ereditata da Friedrich di Bolzano nel 1110, che comprendeva le pievi di Appiano e di Tesimo. Il centro della regola era il castello di Altenburg, la cui cappella fu costruita accanto alla chiesa parrocchiale nel villaggio parrocchiale per mancanza di spazio. Il conte Ulrico aveva fondato insieme al vescovo di Trento Altemanno il monastero di San Michele all'Adige, consacrato il 29 settembre 1144/45, giorno di San Michele. Si ritiene che il monastero sia stato concepito come chiesa commemorativa e luogo di sepoltura dei Conti di Appiano.
I figli del conte Ulrico, Federico I ed Enrico I, entrarono in controversie di proprietà con i conti del Tirolo, in cui il vescovo di Bressanone svolgeva un ruolo di intermediario. Nel 1156 i fratelli catturarono per ragioni sconosciute il vescovo di Trento e due emissari di papa Adriano IV. Quest'ultimo, infatti, aveva inviato  in Germania i suoi due più illustri cardinali con doni d'onore per l'imperatore Federico Barbarossa, ma alla Chiusa di Salorno furono assaliti e derubati dai cavalieri del castello di Salorno (Haderburg), che apparteneva ai conti di Appiano. I cardinali furono fatti prigionieri e gli Appiano chiesero per loro un riscatto, al che il duca Enrico il Leone, su ordine dell'imperatore,  scese nel Sudtirolo con una spedizione punitiva e distrusse diversi castelli della contea di Appiano, tra cui l'Altenburg, che all'epoca era la sede principale dei conti.
Come i conti di Appiano siano sopravvissuti alla dura incursione di Enrico il Leone non è chiaro, ma si crede che questo evento abbia spinto gli Appiano a costruire un nuovo castello a Gaido (Gaid) intorno al 1160, che era più facile da difendere a causa della nuova posizione: Castel d'Appiano (Burg Hocheppan). Dopo la morte del conte Arnold von Morit-Greifenstein, iniziò una disputa ereditaria sulla contea di Bolzano tra gli Appiano e i conti del Tirolo, che i tirolesi vinsero nel 1170. Dopo questi conflitti la Val d'Ultimo fu l'unica area a rimanere  in mano agli Appiano. Intorno al 1170, il conte Federico di Appiano trasferì la sua residenza principale in Val d'Ultimo in quelle che oggi sono le rovine del castel d'Ultimo (Eschenlohe). Nonostante questo trasferimento, questa linea rimase la linea principale dei Conti di Appiano.
Dopo che Federico I si trasferì a Ultimo nel 1170, Enrico I continuò a risiedere nel castel d'Appiano, che a quel tempo era già completamente in suo possesso. Dopo la morte di Federico, intorno al 1190, Egno von Ulten assunse la sua eredità, il che portò a disaccordi tra lui e Heinrich. A seguito di queste controversie, Appiano divenne proprietà del conte Egno von Ulten, mentre Heinrich possedeva Andriano e Nalles, che erano state separate da Appiano. Sotto Egno von Ulten, il castello sulla collina di Altenburg, che era stato distrutto nel 1158, fu ricostruito e completato nel 1195. Sotto il successore di Egno, Ulrico III, castel Appiano fu ampliato e ridisegnato. L'eredità di Enrico I, il governo di Andriano e Nalles, fu assunta dal figlio più giovane, Enrico II, nel 1200. Il castello di Andriano fu costruito sotto Enrico II. Dopo la morte di Enrico II, suo figlio e poi canonico di Trento, Egnone, subentrò nei possedimenti del padre intorno al 1231/37. Nel 1241 i due figli di Ulrich V, Georg e Friedrich IV, divennero eredi della contea di Appiano. La morte prematura dei due eredi segnò la fine della stirpe dei Conti d'Appiano.

## Stemma
Un leone d'oro che punta a destra in campo rosso, che sorregge con entrambe le zampe un'asta di lancia a strisce bianche e blu, sulla quale è posta una bandiera divisa diagonalmente in due campi da in alto a destra a in basso a sinistra. La metà superiore della bandiera è blu, la metà inferiore bianca.

## Genealogia

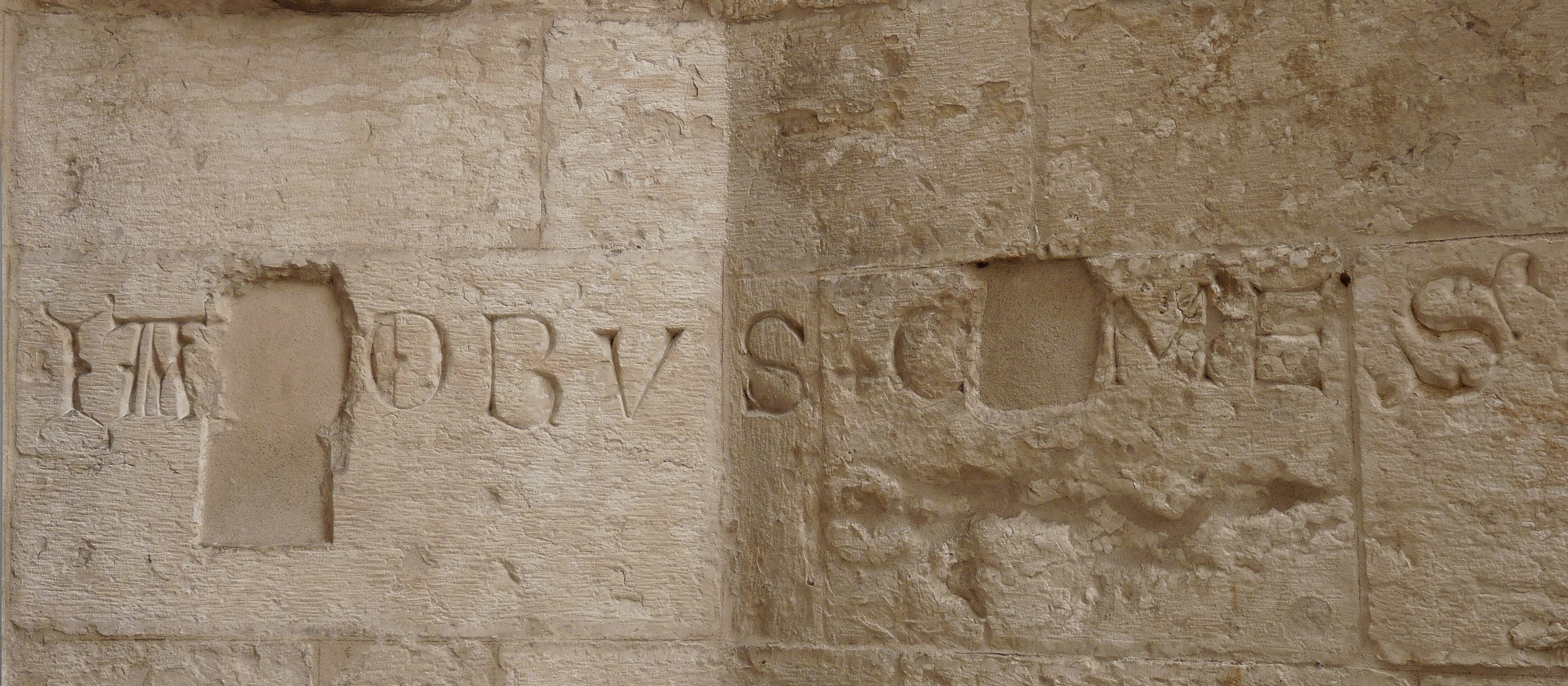
Epigrafie che ricorda Jacobus Comes della famiglia d'Appiano, presso l'ingresso meridionale del duomo di Trento

1. Federico di Bolzano (menzionato nel 1078)
  1. Arnoldo II (* intorno al 1070, † intorno al 1130), feudatario di Bressanone, conte di Morit ∞ Irmengarda
    1. Arnoldo III († 1167/68) ∞ Matilde di Valley

  2. Enrico (menzionato 1116)
  3. Ulrico I (1085 ca; † 1150/55 ca), Conte di Appiano ∞ Adelaide
    1. NN († circa 1142)
      1. Adelberto (* intorno al 1140; † intorno al 1160/72)

    2. Federico I (* 1120 circa; † 1184 circa) ∞ Machtilt († 1214)
      1. Ulrico II (* intorno al 1145; † intorno al 1188)
      2. Gebezo († prima del 1186)
      3. Arnoldo († intorno al 1189)
      4. Federico II († 1194), abate di Marienberg
      5. Adelaide ∞ Kuno, Conte di Mögling
      6. Egnone I († 1209/10) ∞ Irmengard von Ronsberg
        1. Enrico III. (* intorno al 1191)
        2. Ulrico IV (* intorno al 1193; † intorno al 1248), conte di Ulrico ∞ Juta
        3. Sofia ∞ Bertold von Eschenloch

    3. Machtilt († 1173) ∞ Egno († 1192), feudatario di Matsch
    4. Enrico I (circa 1125/30; † circa 1200), Conte d'Appiano ∞ Maria († circa 1170/73)
      1. Ulrico III (* intorno al 1168; † intorno al 1240), Conte di Appiano ∞ NN
        1. Bertoldo (* intorno al 1195; † intorno al 1211/17)
        2. Adelaide († intorno al 1264) ∞ Hugo von Taufers

      2. Enrico II (* intorno al 1170, † intorno al 1230), conte di Appiano ∞ NN
        1. Ulrico V (* intorno al 1195; † intorno al 1225/36) ∞ NN
          1. Giorgio (* intorno al 1225; † intorno al 1251/54)
          2. Federico IV (* intorno al 1225; † intorno al 1249/54)
          3. Sofia ∞ Albero von Wangen
          4. Elisabetta († intorno al 1263/73) ∞ Hugo von Velturns

        2. Enrico IV (* intorno al 1194; † intorno al 1227/37)
        3. Egnone II (circa 1197 - 1273), vescovo di Bressanone